# Steen Olsen
Steen Lerche Olsen, född 17 juni 1886, död 5 maj 1960, var en dansk gymnast.
Olsen tävlade för Danmark vid olympiska sommarspelen 1912 i Stockholm, där han var med och tog brons i lagtävlingen i fritt system. Vid olympiska sommarspelen 1920 i Antwerpen var Olsen med och tog guld i lagtävlingen i fritt system.